# Викарни епископ велички
Викарни епископ велички је некадашња титула коју је носио викарни архијереј у Православној охридској архиепископији под јурисдикцијом Српске православне цркве. Била је почасна титула помоћном епископу митрополита велешког и повардарског и егзарха охридског Јована (Вранишковског).
Одлуком Светог архијерејског сабора Српске православне цркве од 23. маја 2003, на предлог митрополита велешког и повардарског и егзарха охридског Јована (Вранишковског), за викарног епископа величког изабран је Јоаким (Јовчевски). Данас је он епархијски епископ полошко-кумановски и мјестобљуститељ дебарско-кичевски, а титула величког епископа након тога није поново додељивана.
Такође, велички епископ (буг. велички епископ) јесте титула коју носи и викарни архијереј у Бугарској православној цркви. Ово је почасна титула помоћном епископу митрополита видинског. Године 2007. Свети синод Бугарске православне цркве изабрао је архимандрита Сионија (Радева) за епископа величког.

## Порекло титуле
Титула велички води порекло од друге одреднице у дводелном називу древне епископије у којој је крајем 9. и почетком 10. века служио свети Климент Охридски, који је у изворима помињан као епископ драгвички, односно древенички или дремвички, са додатком велички.